# المسيحية والربوبية الكلية
درس عدد من الكتاب المسيحيين مفهوم الربوبية الكلية (وهو اعتقاد بأن الله خلق الكون ثم أصبح الكون هو هو، ولم يعد الله كيانًا مستقلًّا مدركًا)، ووجد هؤلاء الكتاب بالعموم أن الربوبية الكلية لا تتسق مع مبادئ المسيحية الأساسية. فعلى سبيل المثال، شجبت الكنيسة الرومانية الكاثوليكية كتاب بيريفيزيون الذي كتبه جون سكوتس إريوجينا، واعتبره لاحقًا الفيزيائي والفيلسوف ماكس برنارد وينشتاين يعبر عن لاهوت الربوبية الكلية، إذ يبدو أنه يبهم الفرق بين الخلق والخالق. كذلك شجبت الكنيسة عناصر من فكر غيوردانو برونو اعتبرها وينشتاين وآخرون ربوبية كلية.

## من الأزمنة القديمة إلى عصر التنوير

### إريوجينا

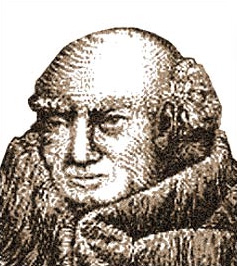
يوهانس سكوتس إريوجينا

درس ماكس برنارد وينشتاين فلسفة اللاهوتي الأيرلندي ابن القرن التاسع يوهانس سكوتس إريوجينا، الذي اقترح أن «الله خلق الكون من وجوده هو»، واعتبر أن هذه العبارة تعبر عن ربوبية كلية، ويلاحظ خصوصًا أن رأي إريوجينا في الله أنه لا يعرف كل شيءٍ كائن، بل يتعلم من خلال عملية وجوده بصفة خليقته. في أعظم أعماله دو ديفيزيون ناتوراي (الذي يسمى أيضًا بيريفيزيون، ويرجح أنه اكتمل في نحو عام 867 بعد الميلاد)، عبر إريوجينا عن رأيه بأن الخليقة تجلٍّ نفسيٌّ لله. «الله يعلم حقيقة وجوده، ولكنه لا يعلم كيفية وجوده. الله معرفة وجودية، ولكن لا حدّ لمعرفة جوهره، لذا فلمّا كان لا نهائيًّا، كان غير محدود». وحسب ما ذكره ديرموت موران، «انتُقد موقف إريوجينا الكونيّ من جهة أنه يسقط الاختلاف بين الله وخليقته، وهو ما أدى به إلى هرطقة سميت بعد ذلك وحدة الوجود».
ولكن إريوجينا نفى نفيًا صريحًا أن يكون قائلًا بوحدة الوجود. «الله هو الكل بالكل، كل شيء به، بل كل شيء هو، كل شيء أبدي... الخليقة توجد بالله، والله مخلوق في الخلق على نحو بديع يفوق الوصف، وجعل نفسه متجلّيًا، وهو باطن يجعل نفسه ظاهرًا... ولكن الطبيعة الإلهية، لأنها في رأيه فوق الوجود، مختلفة عمّا يُخلق فيها». هذا النظام الفكري مزيج من التصوف الأفلاطوني المحدث، والحلول ووحدة الوجود، حاول إريوجينا عبثًا أن يوفق بينها وبين التجريبية الأرسطية والخلقية المسيحية، والألوهية. «وكانت نتيجة هذه المحاولة مجموعة عقائده التي صاغها صياغة فضفاضة، وسادت فيها العناصر الصوفية والمثالية، وكان فيها أشياء كثيرة لا تتفق ولا يمكن توفيقها مع العقيدة الكاثوليكية». شجب مجمع في سينس رأسه هونوريوس الثالث (1225) كتاب دو ديفيزيون ناتوراي (عن تقسيم الطبيعة)، لأنه يدعم فكرة وحدة الله والخلق.
وجد وينشتاين أيضًا أن اللاهوتي السكولاتي والفيلسوف ابن القرن الثالث عشر بونافنتور الذي قبل العقيدة الأفلاطونية المحدثة التي تقول بأن المُثُل لا توجد بوصفها كائنات، بل بوصفها مُثُلًا وطُرزًا أولية في عقل الله، تتشكل حسبها الأشياء، وهذا ما يظهر ميولًا إلى الربوبية الكلية. يرى وينشتاين أن المندوب البابوي نقولاس الكوزاني الذي كتب عن طيّ الخلق في الله، وكشف العقل الإنساني البشري في الخلق، كان إلى حدٍّ ما ربوبيًّا كلّيًّا.

### جيوردانو برونو
وجد وينشتاين أن الربوبية الكلية ظاهرة بقوة في تعاليم جيوردانو برونو، الذي صور إلهًا لا تربطه علاقة بجزء محدد من الكون غير المتناهي أقوى من علاقته بجزء آخر منه، وهو ملازم للوجود وحضوره في الأرض كحضوره في السماء، يضمن نفسه في كثرة الوجود. انتقد اللاهوتي اللوثري أوتو كيرن تأكيدات وينشتاين على أن شخصيات مثل إريوجينا أو أنسلم الكانتربري أو نقولاس الكوزاني أو برونو أو مندلسون كانت ربوبية كلية أو مائلة إلى الربوبية الكلية، واعتبرها مبالغة. ولكن ونشتاين لم يكن الوحيد الذي اعتبر برونو ربوبيًّا كليًّا. كتب المحرر في مجلة ديكسفر كوري بويل أن النظرة الكونية عند برونو كانت «أداة لدعم لاهوت ربوبي كلي أو أرواحي»، ووافق على هذه الفكرة الكاتب العلمي ميكارل نيوتن كياس والمحرر في الدايلي بيست ديفيد سشنز.